# 谷口清超
谷口 清超（たにぐち せいちょう、1919年10月23日 - 2008年10月28日）は、日本の宗教家。生長の家第2代総裁。生長の家創始者・谷口雅春の娘婿。実父はかつて裁判官をしていた荒地清介、実母は荒地多加代。

## 来歴・生涯

### 生い立ち

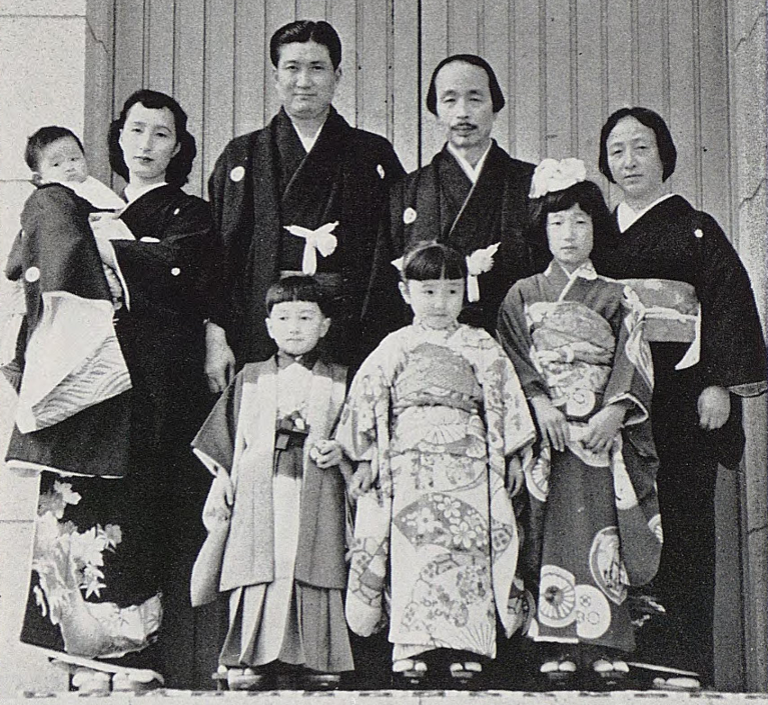
前列左から雅宣（次男）、壽美（次女）、佳代子（長女）。後列左から貴康（三男）、谷口恵美子、谷口清超、谷口雅春、谷口輝子。1956年1月1日撮影。

広島県広島市出身。東京帝国大学文学部心理学科卒業後、戦争の激化で軍役に就くものの、すぐ肺を病み療養のため病院に入院。そこで相部屋の上等兵より谷口雅春の『生命の實相』を見せられ、その教えに感動する。
終戦後、「万教帰一」を唱える雅春は、GHQの厳しい思想統制に対して西洋の光明思想を翻訳・紹介する文筆活動を開始、その翻訳助手を募集する広告を新聞に掲載。それを見た荒地清超はすぐに上京し、谷口宅を訪問。ここで後に妻となる、雅春の一人娘である谷口恵美子と知り合う。その後、荒地清超の人間性と才能を高く評価していた雅春夫妻は、恵美子との結婚を提案する。清超は驚きながらもそれを承諾、1946年11月13日に2人は結婚し、清超は谷口家の養嗣子となった。

### 布教活動
本部の機構改革により、1957年に谷口雅春が教団の総裁に就任すると、清超は教団の副総裁に就任し、以後雅春とともに全国各地の講習会での指導、各種発行雑誌への執筆などを精力的に行い、雅春を補佐した。1978年の龍宮住吉本宮落慶以後、谷口雅春・輝子夫妻が長崎へ移住した頃から、徐々に事務面での実質的な教団運営を行いはじめたとみられ、1983年には生長の家政治連合の活動を停止するなど、右翼的な色合いの強い運動の修正などを実施していく。

### 総裁就任
1985年6月17日に谷口雅春が死去すると、同年11月22日に生長の家総本山にて行われた「生長の家総裁法燈継承祭並びに新総裁襲任生長の家秋季式典」において、第2代生長の家総裁に就任した。同時に妻の谷口恵美子は、雅春の妻・谷口輝子より、白鳩会総裁の地位を引き継ぎ、第2代生長の家白鳩会総裁を継承。
1989年より両軸体制をスタートさせ、組織面の改革を実施。1990年には、当時教団の副理事長であった二男・谷口雅宣を副総裁に指名、就任。その後1993年には「国際平和信仰運動」を旗揚げするなど、純粋信仰面を強化した教団運営を行った。清超は、谷口雅春のような霊媒体質ではないとされる。

### 晩年
2005年2月頃より体調を崩し、以後渋谷・原宿の総裁邸（実質的な自宅）にて療養生活を送る。2008年10月28日、老衰のため89歳で死去。墓所は多磨霊園。解脱名（戒名）は「實相無相光明宮弘誓通達大慈意大聖師」。存命中に229冊の著書を刊行した。教団葬に当たる「追善供養祭」が2008年12月17日に行われ、翌2009年3月1日の立教記念日に谷口雅宣が第3代総裁を継承した。2009年8月に『真・善・美を生きて　故谷口清超先生追悼グラフ』（日本教文社）が刊行された。

## 家族・親族
清超は妻・恵美子との間に3男2女をもうけた。孫は16人（男8人、女8人）いるとされる。
家族
- 谷口恵美子（妻） - 1923年10月10日生まれ。両親は谷口雅春と谷口輝子。
- 佳代子（長女） - 1947年10月2日生まれ。
- 雅教（長男） - 1948年12月13日生まれ。出生後1年経たずに死去。
- 壽美（次女） - 1950年6月26日生まれ。
- 雅宣（次男） - 1951年12月24日生まれ。
- 貴康（三男） - 1955年6月30日生まれ。

親族
- 古賀浩靖（娘婿） - 1947年8月15日生まれ。生長の家の信者一家に育った[4]。1970年の三島事件に参加し、三島由紀夫と森田必勝の割腹自殺の介錯をした。1974年10月に仮釈放[5]。仮釈放後に清超の長女の佳代子と結婚した[6]。荒地姓を継ぎ、荒地浩靖となった。
- 谷口あかり（孫） - 1983年5月13日生まれ。バレエダンサー・ミュージカル女優として活躍。

## 著書
- 黄色い灯台 日本教文社 1949
- 愛と祈りを実現するには 日本教文社 1952
- 健全の真理 生活応用篇 谷口雅春共著 日本教文社 1952
- 苦難と恐怖の克服法 人間救ひの原理 谷口雅春共著 日本教文社 1953
- 愛は凡てを癒す 日本教文社 1954
- 人生の開拓者 日本教文社 1954
- あなたの幸福のために 日本教文社 1955
- 彼岸に到る道 ヨガの実践哲学と行法 日本教文社 1955
- 光明諸国物語 日本教文社 1956
- 念仏信仰の真髄 一遍上人の法語 日本教文社 1956
- 基督（キリスト） イエスの神秘的生涯とその解説 日本教文社 1956
- 菜根譚の光明思想 日本教文社 1956
- 美しい人生のために 日本教文社 1957
- 愛と智慧と信仰 谷口雅春共著 日本教文社 1958
- もっと深く愛そう 日本教文社 1958
- 新・婦人教室 日本教文社 1960 「女性教室」と改題
- 菩薩は何を為すべきか 谷口雅春共著 日本教文社 1960
- 健全の真理 生活応用篇 谷口雅春共著 日本教文社 1960
- サラリーマンの精神衛生 日本教文社 1960
- 伸びる生き方 日本教文社 1961
- 聖書はこう解釈する エルビン・シールによる寓話の詳解 日本教文社 1961
- 愛情教室 日本教文社 1962
- 新しき自由人 日本教文社 1962
- 人間の体験 日本教文社 1964
- 運命の主人公 日本教文社 1965
- 純愛は勝利する 日本教文社 1966
- 生きる 日本教文社 1967
- 谷口清超人生論集 全10巻 教文社 1968-69
- 人生の断想 日本教文社 1970
- 谷口清超宗教論集 全12巻 日本教文社 1971-73
- 通い合う愛 谷口恵美子共著 日本教文社 1971
- 正しき日本の進路 日本教文社 1972
- あなたは伸びる 日本教文社 1972
- 妻として母として 日本教文社 1973
- 感謝の奇蹟 日本教文社 1974
- こうして善を実現する 日本教文社 1974
- もっと幸福になれる 日本教文社 1974
- 愛の烈風 日本教文社 1975
- どんどん伸ばそう 日本教文社 1975
- 善意の世界 日本教文社 1976
- わが家は天国 日本教文社 1976
- 神は生きている 青春の苦悩の歓喜 日本教文社 1976
- 妻と夫の愛について 日本教文社 1977
- 何故そうなるのか 人生道場問答集 日本教文社 1977
- 世界のふしぎな話 日本教文社 1978
- さわやかに生きよう 日本教文社 1978
- 親と子の愛について 日本教文社 1978
- 輝く日々のために 日本教文社 1979
- 真実を求めて 日本教文社 1979
- 輝く人生のために 日本教文社 1980
- 困難に戯れよう 日本教文社 1980
- おんなの幸せ 日本教文社 1981
- いのちが燃える 中高生への生きたアドバイス 日本教文社 1981
- 日本よ永遠であれ 日本教文社 1982
- 病いが消える 日本教文社 1982
- 栄える人々のために 日本教文社 1983
- 家庭をたのしく 日本教文社 1983
- 父と母のために 日本教文社 1984
- すばらしくなれる 日本教文社 1984
- 正法眼蔵を読む 全3巻 日本教文社 1985-89
- 愛する妻と母の話 日本教文社 1985
- 人は天窓から入る 日本教文社 1985
- 豊かな人生を作ろう 日本教文社 1986
- 新しい人生が始まる 日本教文社 1988
- 純粋に生きよう 日本教文社 1988
- 新しい開国の時代 生長の家 1989
- 限りなく生きる 日本教文社 1990
- 自己完成のために 日本教文社 1990
- 神想観はすばらしい 日本教文社 1991
- あなたは輝く 日本教文社 1991
- 谷口清超新書文集 全10巻 日本教文社 1992-97
- 「甘露の法雨」をよもう 日本教文社 1992
- 歓喜への道 二十一世紀のために 日本教文社 1992
- 本当のことが知りたい 日本教文社 1992
- 正法眼蔵を読む 新草の巻・拾遺 日本教文社 1992
- 智慧と愛のメッセージ 日本教文社 1993
- 皆神の子ですばらしい 日本教文社 1994
- 人生はレッスンである 日本教文社 1994
- 伸びゆく日々の言葉 日本教文社 1994
- もっと自由な世界がある 人生問答集 日本教文社 1995
- 『生命の実相』はすばらしい 日本教文社 1995
- 真・善・美の世界がある 日本教文社 1995
- ステキな生き方がある 日本教文社 1996
- 何をどう信ずるか 日本教文社 1996
- あなたを解放するもの 日本教文社 1996
- すばらしい未来を築こう 日本教文社 1996
- 創造的人生のために 日本教文社 1997
- 新生と解脱のために 日本教文社 1997
- 「ありがとう」はすばらしい 日本教文社 1997
- いのちを引きだす練成会 日本教文社 1998
- 人生はドラマである 日本教文社 1998
- 愛と希望のメッセージ 日本教文社 1998
- 明るい未来のために 日本教文社 1998
- 無駄なものは一つもない 人生問答集 日本教文社 1998
- 幸運の扉をひらく 日本教文社 1999
- 美しい国と人のために 傘寿記念出版 日本教文社 1999
- 行き詰りはない 日本教文社 1999
- 限りなく美しい 日本教文社 1999
- 理想国へのご招待 日本教文社 2000
- 幸せへのパスポート 日本教文社 2000
- 「人生学校」はすばらしい 日本教文社 2000
- 解決できない問題はない 日本教文社 2000（人生問答集 3）
- 光が闇を消す如く 日本教文社 2000
- 幸せはわが家から 日本教文社 2000
- お姫さまとスタスタ 日本教文社 2000（谷口清超童話コミック）
- 明るく楽しく生きましょう 日本教文社 2001（人生問答集 4）
- 新世紀へのメッセージ 日本教文社 2001
- さわやかに暮らそう 日本教文社 2001
- 強い姉弟と仙人 日本教文社 2001（谷口清超童話コミック）
- 生と死の教え 日本教文社 2001
- 大道を歩むために 新世紀の道しるべ 日本教文社 2001
- 新しいチャンスのとき 日本教文社 2002
- コトバは生きている 日本教文社 2002
- 生きることの悦び 日本教文社 2002
- 無限の可能性がある 日本教文社 2002
- 楽しく生きるために 日本教文社 2002
- 「無限」を生きるために 日本教文社 2003
- いのちが悦ぶ生活 日本教文社 2003
- 神の国はどこにあるか 日本教文社 2003
- 神性を引き出すために 日本教文社 2003
- みんな神の子ありがとう 日本教文社 2003（人生問答集 5）
- 無限供給を受ける話 日本教文社 2003（谷口清超童話コミック）
- 一番大切なもの 日本教文社 2004
- 美しく生きよう 日本教文社 2004
- 自由自在を得るために 日本教文社 2004
- 輝く未来が待っている 日本教文社 2004
- コトバが人生をつくる 日本教文社 2004
- 人生の主人公となるために 神の子への道66章 日本教文社 2005
- 明るく楽しく人生を 日本教文社 2005
- 生長の家の信仰について 日本教文社 2005

## 翻訳
- 天と地とを結ぶ電話 まさに来たらんとする時代の予言 J.クレンショー 日本教文社 1955
- 思う事がかなう20の意見 F.L.ホルムス 日本教文社 1957
- 精神科学入門 人間に於ける創造力の働き トーマス・トロワード 日本教文社 1959
- 祈りは人生を変える ステラ・テリル・マン 日本教文社 1963
- 怖れなき生活 S.T.マン 日本教文社 1966
- 成功の秘訣 F.L.ホルムス 日本教文社 1988